# Biotecnologia

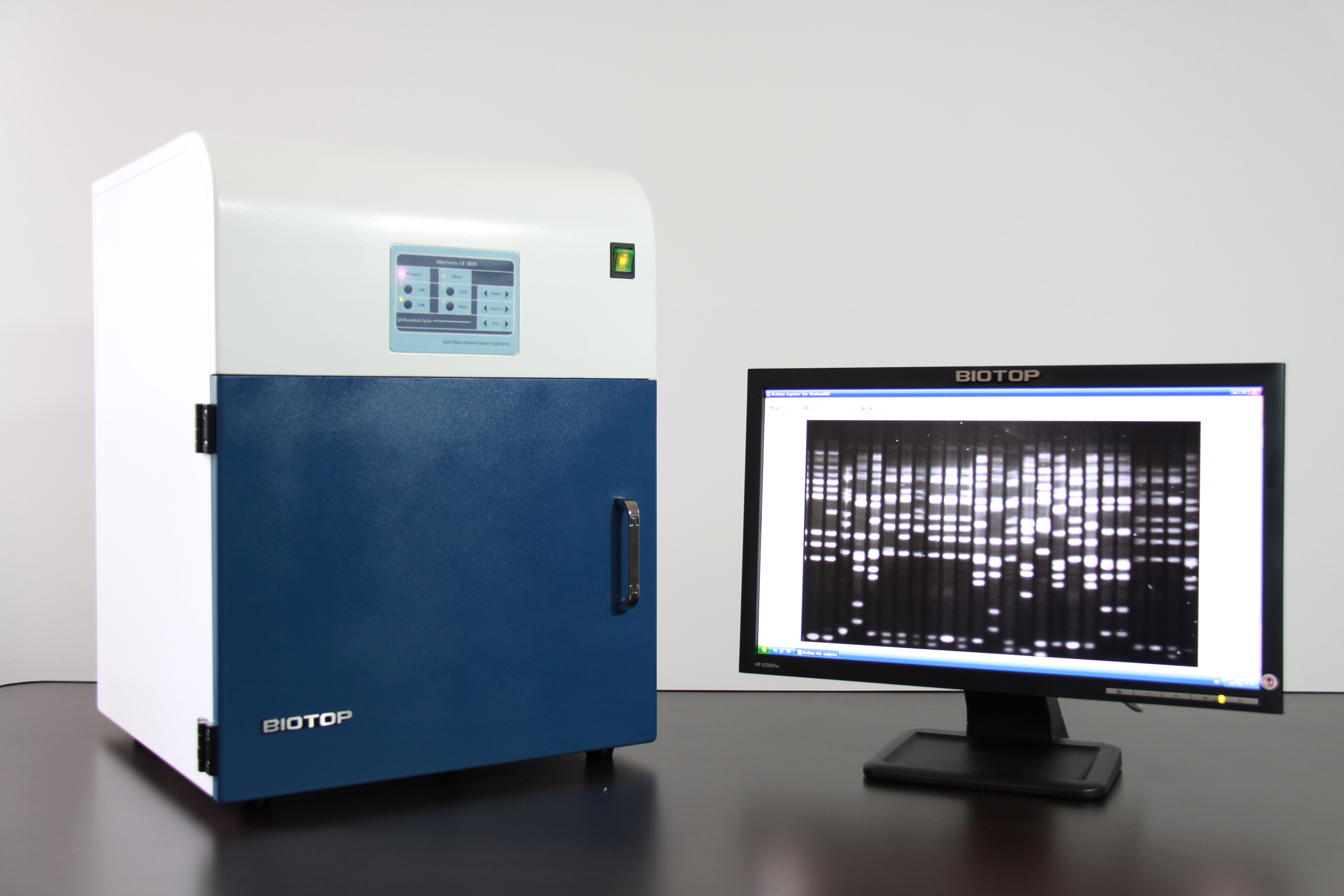
Un Gel Documentation System che mostra i risultati di un elettroforesi su gel su un monitor collegato

La biotecnologia (dal greco βίος, bìos = "vita", τέχνη, téchne = "arte", nel senso di "perizia", "saper fare", "saper operare", e λόγος, logos = "studio") è una branca della biologia riguardante «l'utilizzo di esseri viventi al fine di ottenere beni o servizi utili al soddisfacimento dei bisogni della società», ma anche l'applicazione e lo studio di qualunque tecnologia sviluppata o sviluppabile dall'uomo al campo della biologia.
Tra le definizioni disponibili, la più completa è quella redatta dalla Convenzione sulla diversità biologica (CBD):
(definizione CBD)
Nel linguaggio corrente si utilizza più frequentemente il termine al plurale (biotecnologie) per indicare la pluralità di tecnologie sviluppate ed i relativi ambiti di applicazione.

## Storia
- 8000 a.C.: raccolta delle sementi per ottenere un raccolto e conferme in Mesopotamia dell'uso frequente dell'incrocio (selezione artificiale) al fine di migliorare il bestiame;
- pre 6000 a.C.: produzione della birra da parte dei Sumeri e dei Babilonesi;
- 6000 a.C.: lieviti utilizzati (ad esempio, in Egitto) per le prime fermentazioni al fine di produrre birra, vino e pane;
- 4000 a.C.: produzione in Cina di yogurt e formaggio attraverso batteri fermentanti di tipo lattico;
- 2000 a.C.: nei Veda indiani si parla di presunte modificazioni genetiche applicate alla finalità di ringiovanimento (oggi si ipotizza che sia possibile agire direttamente sugli effetti dell'invecchiamento agendo sui mitocondri e sui telomeri dei cromosomi[2]);
- 1500: con le grandi scoperte geografiche, ampia diffusione delle specie vegetali dai luoghi d'origine in tutto il mondo;
- 1675: Antoni van Leeuwenhoek scopre l'esistenza di microrganismi al microscopio;
- 1857: Gregor Mendel scopre le leggi dell'ereditarietà;
- 1919: Károly Ereky, un agronomo ungherese, usa per la prima volta il termine "biotecnologia";
- 1953: James Watson e Francis Crick descrivono la struttura a doppia elica del DNA;
- 1972: la composizione del DNA umano è scoperto essere identico al 99% a quello degli scimpanzé e dei gorilla;
- 1975: Georges Köhler, Niels Kaj Jerne e César Milstein mettono a punto la produzione di anticorpi monoclonali;
- fine anni settanta – inizio anni ottanta: si sviluppa la tecnologia del DNA ricombinante. Il batterio procariota Escherichia coli viene ingegnerizzato per produrre molecole come l'insulina nella sua forma umana (circa il 5% dei diabetici è allergico all'insulina di origine animale somministrata precedentemente);
- 1983: Kary Mullis mette a punto la tecnica della reazione a catena della polimerasi (Polymerase Chain Reaction o PCR), destinata a rivoluzionare il mondo delle biotecnologie;
- 1994: la Food and Drug Administration statunitense (FDA) approva il primo alimento geneticamente modificato: il pomodoro "Flavr Savr";
- 1997: il gruppo di lavoro coordinato da Ian Wilmut del Roslin Institute scozzese clona per la prima volta un grande mammifero, la pecora Dolly, utilizzando il DNA di due cellule di pecora adulta;
- 2000: viene completato il Progetto genoma umano;
- 2002: viene sequenziato interamente il genoma della pianta di riso, la principale fonte nutrizionale di due terzi della popolazione terrestre. Il riso è la prima specie di uso agricolo ad essere interamente sequenziata;
- maggio 2007: viene depositato presso il US patent & trademark Office il brevetto numero 20070122826, intitolato "Minimal bacterial genome" ovvero l'essere vivente con il più piccolo corredo genetico, capace di vita propria.

## Descrizione
Le biotecnologie rappresentano un metodo in più a disposizione dell'agricoltura: poiché esse rendono possibile l'inserimento nelle piante di specifici geni, anche provenienti da specie assai diverse, la cui funzione è nota per trasmettere le informazioni nelle generazioni successive. Il miglioramento genetico quindi non è altro che un sistema per ottimizzare la selezione naturale e accrescere il rendimento e la resistenza alle malattie. Le biotecnologie non sono un'invenzione prettamente legata ai nostri tempi, bensì hanno origine ed impiego da molti secoli per la fermentazione del vino e della birra o per la lievitazione.
Numerose sono anche le applicazioni nel campo del biorisanamento (trattamento, riciclo e bonifica di rifiuti attraverso microrganismi attivi).
Vi sono applicazioni che, pur non servendosi di microrganismi, sono classificate come biotecnologiche. Le biotecnologie sono infatti ampiamente utilizzate nello sviluppo di nuove terapie mediche o innovativi strumenti diagnostici. Le tecniche di DNA e RNA microarray utilizzate in genetica ed i radiotraccianti utilizzati in medicina costituiscono degli ottimi esempi.
Le biotecnologie nell'ingegneria genetica vede l'utilizzo di organismi geneticamente modificati. Microrganismi come Escherichia coli o alcuni batteri possono essere utilizzati per la sintesi di sostanze come insulina o antibiotici. Anche cellule di mammifero geneticamente modificate sono ampiamente utilizzate nella biosintesi di farmaci. Promettenti nuove applicazioni sono legate alla biosintesi di farmaci attraverso organismi vegetali.
Applicazioni al centro di ampio dibattito sono quelle atte alla produzione di animali e piante transgeniche (come il mais BT) noti a tutti come OGM.
Le biotecnologie hanno sostituito le società informatiche nel portafoglio dei titoli tecnologici quotati in borsa (NASDAQ). Delle 1300 aziende biotecnologiche che operano negli USA solo 35 (il 3%) sono in attivo; le altre sono in perdita. Nonostante ciò i prezzi delle azioni sono in crescita come ai tempi della bolla speculativa della Net Economy, dove i corsi azionari crebbero per tutti gli anni novanta per sgonfiarsi e tornare ai prezzi del decennio precedente.
Lo strumento principale di cui si avvalgono le biotecnologie è l'ingegneria genetica, ovvero manipolare il DNA per costruire nuova informazione genetica. Il DNA, la molecola di cui sono costituiti i singoli geni e gli interi genomi, può essere oggi rimodellato nei laboratori di ingegneria genetica. Attraverso manipolazioni ormai d'uso comune si possono costruire nuovi geni o addirittura interi organismi fino ad oggi inesistenti. Le tecniche d'ingegneria genetica consistono essenzialmente nell'isolamento del gene, nella sua identificazione e nella sua riproduzione in copie identiche (clonazione). È anche possibile inserire nuovi geni nei genomi o eliminarli, creando così nuovi organismi detti transgenici. L'ingegneria genetica consente infine di fare diagnosi prenatali su embrioni e di rivelare eventuali malattie genetiche.

## Branche
Esistono circa 10 branche delle biotecnologie, la maggior parte delle quali è identificata nel gergo internazionale con uno dei colori dell'arcobaleno:
- Red biotechnology o "biotecnologie mediche, veterinarie e farmaceutiche": è il settore delle biotecnologie che si occupa dei processi biomedici e farmaceutici. Si occupa di scoprire, estrarre, isolare o fabbricare principi attivi, di produrre vaccini e di sviluppare nuove tecniche di analisi e diagnosi delle malattie e le relative terapie geniche e cellulari (in particolare l'impiego della metodica della CRISPR per la terapia genica e l'utilizzo delle cellule staminali per la medicina rigenerativa) da applicarsi sia sull'uomo che su altri animali. Sono sue sottobranche le "biotecnologie molecolari", le "biotecnologie cellulari" e le "biotecnologie della riproduzione", identificate con lo stesso colore;
- Green biotechnology o "biotecnologie agrarie o vegetali": è il settore delle biotecnologie che si occupa dei processi agricoli. Si dedica alla messa a punto di prodotti OGM, di antiossidanti, bioreattori e bioinsetticidi e all'ideazione di nuove tecniche di coltivazione (come per esempio la micropropagazione) e di metodi atti a migliorare le fermentazioni;
- Yellow biotechnology o "biotecnologie alimentari": è il settore delle biotecnologie che si occupa di studiare gli alimenti, la loro composizione e le loro proprietà, con particolare interesse verso la salute umana ed animale. Inoltre ricerca in essi l'eventuale presenza di contaminanti e tossici e si dedica allo studio di aspetti della loro filiera. Può indirizzarsi infine alla produzione di particolari alimenti, come i cibi GM, funzionali, nutraceutici, senza glutine, senza lattosio e light (ossia con un ridotto contenuto di acidi grassi saturi). Le Green biotechnology e le Yellow biotechnology vengono spesso considerate insieme come "biotecnologie agroalimentari" ed identificate con il colore verde;
- White biotechnology o "biotecnologie industriali": è il settore delle biotecnologie che si occupa dei processi di interesse industriale. Le principali applicazioni in questo settore prevedono l'utilizzo di enzimi al fine di accelerare le reazioni chimiche e a migliorarne la resa;
- Grey biotechnology o "biotecnologie ambientali": è il settore delle biotecnologie che si occupa della salvaguardia e della tutela dell'ambiente e della biodiversità. Si concentra sulla rilevazione, rintracciabilità e rimozione di inquinanti, xenobioti e contaminanti nocivi dai vari ambienti dell'ecosistema, sul biorisanamento e sul riciclaggio dei rifiuti, avvalendosi principalmente di enzimi o impiegando organismi quali batteri, funghi o piante. Si dedica inoltre alla messa a punto di biocombustibili. Le Brown biotechnology o "biotecnologie del suolo" sono una sua sottobranca che si occupa della bonifica del suolo, in particolare di quelli aridi e desertici, attingendo da specie che sono altamente resistenti a queste tipologie di terreni;
- Blue biotechnology o "biotecnologie marine": è il settore delle biotecnologie che si occupa di applicare le conoscenze e le tecniche proprie della biologia molecolare agli organismi marini e di acqua dolce al fine di sviluppare beni e servizi utili per la società;
- Gold biotechnology o "biotecnologie bioinformatiche e nanobiotecnologie": è il settore riguardante la bioinformatica, disciplina volta alla realizzazione di banche dati da utilizzarsi per la conservazione e la ricerca di informazioni biologiche per molteplici finalità. Tale settore comprende anche le nanotecnologie, entrambi correlati alle biotecnologie;
- Black/Dark biotechnology o "biotecnologie bioterroristiche": è il settore delle biotecnologie legato al bioterrorismo. Studia le proprietà dei microrganismi e delle sostanze per utilizzarle nella realizzazione di armi biologiche o per neutralizzarne gli effetti nocivi;
- Violet biotechnology o "biotecnologie legali ed etiche": è il settore che si incentra sullo studio degli aspetti legali, morali ed etici che riguardano le biotecnologie;
- Orange biotechnology o "biotecnologie divulgative": è il settore delle biotecnologie che si occupa di diffondere verso la società le conoscenze, le scoperte e le nozioni proprie di questa disciplina e di formare in questo settore[5].

Quanto alla branca delle "biotecnologie avanzate", che comprende tutte le altre branche, con particolare riguardo alle "biotecnologie mediche, farmaceutiche e veterinarie" e alle "biotecnologie industriali", essa viene identificata nel gergo internazionale nelle Red biotechnology e quindi con il colore rosso.